# Rødekro-Løgumkloster-Bredebro Jernbane
Rødekro-Løgumkloster-Bredebro Jernbane – også kaldt Klosterbanen, fordi Løgumkloster i daglig tale hedder Kloster – var en jernbanestrækning mellem Rødekro og Bredebro i Sønderjylland. Den eksisterede 1927-36 og var den danske jernbane, der har haft næstkortest levetid.

## Historie
Banen blev projekteret efter Genforeningen i 1920 og vedtaget af Rigsdagen i Jernbaneloven af 29. marts 1924. Der var blandt lokale et ønske om bedre forbindelse mellem det østlige og vestlige Sønderjylland. Ganske vist havde man i det tyndt befolkede område en anden tværbane – Tønder-Tinglev-banen – kun en halv snes km syd for denne bane, men man valgte altså at anlægge den alligevel.
Klosterbanen blev stykket sammen af flere elementer:
- en eksisterende bane
- to strækninger på en bane, der skulle nedlægges, men hvor tracéet kunne genbruges, hvis der blev lagt nyt spor
- tre nyanlagte strækninger

## Bredebro-Løgumkloster
Schleswig-Holsteinische Marschbahn Gesellschaft havde 15. november 1887 åbnet en bane fra Heide til den daværende tysk-danske grænse ved Hviding. Jernbanen Bredebro-Løgumkloster var en sidebane hertil og blev åbnet 21. september 1888. Den blev også kaldt Klosterbanen.
Banen blev anlagt med forholdsvis kraftige skinner og var indhegnet. Den blev overtaget af den prøjsiske stat 1. juli 1890, og som tysk statsbane blev den ved Genforeningen overtaget af DSB. Banen var i bedre stand end de andre, Danmark overtog. Man kunne nøjes med at udskifte 1000 sveller, så var den klar til at indgå i den nye Klosterbane.

## Rødekro-Løgumkloster
Jernbanen Aabenraa-Hovslund-Løgumkloster blev åbnet 8. maj 1901 af Kleinbahnen des Kreises Apenrade, som ved Genforeningen blev overtaget af Aabenraa Amt og omdøbt til Aabenraa Amts Jernbaner (AaAJ). Disse nedslidte smalsporsbaner viste sig hurtigt at være urentable, og man ønskede derfor at nedlægge dem. Specielt denne strækning var så kringlet, at det var meningsløst at videreføre den i sin helhed. Den gik fra Aabenraa til Løgumkloster efter en stor halvcirkel rundt om Aabenraa via Løjt Land, Knivsbjerg og Hovslund Stationsby. Men den kunne erstattes af en mere direkte forbindelse Rødekro-Løgumkloster i forlængelse af den eksisterende Rødekro-Aabenraa bane – som det var foreslået allerede da den blev anlagt.
Fra Nørre Hostrup mod vest kunne man nogle steder genbruge amtsbanens tracé, andre steder snoede det sig så meget, så man valgte at anlægge et nyt.

## Anlæg
Anlægsarbejdet blev påbegyndt i 1925. Hvor der skulle anlægges nyt tracé, var landskabet ret uproblematisk. På de 8 km, hvor amtsbanens tracé kunne genbruges og det nedslidte smalspor (1.000 mm) blot skulle udskiftes med nyt og kraftigere normalspor (1.435 mm), blev arbejdet meget nemmere af, at man besluttede at nedlægge AaAJ allerede 31. marts 1926.
Der blev anlagt nyt tracé fra Rødekro via Nørre Hostrup, hvor det midt i byen krydsede amtsbanens tracé, til vest for Hellevad uden om amtsbanens standsningssteder Egvad og Lønholm. Efter Hellevad blev 6 km af det gamle tracé genbrugt via Klovtoft til øst for Bedsted Løgum, men standsningsstederne Hellevad Mølle og Sivkro blev ikke bevaret.
Så kom der igen et nyanlagt tracé gennem Bedsted Løgum forbi Sønder-Gravlund, hvor det gamle tracé blev krydset, til vest for Asset. Her blev kun Alslev Kro opretholdt som ny station med en nordligere beliggenhed, mens standsningsstederne Øster Terp, Sønder-Gravlund og Asset bortfaldt.
Efter Asset til før Starup genbrugte man 2 km af det gamle tracé inden et nyt tracé skød genvej til Løgumkloster Station gennem et ret ubeboet område. Hermed afskaffede man amtsbanens standsningssted Holmplads, der lå tæt på Løgumklosters bymidte og havde 90% af byens persontrafik.
Amtsbanens 13 standsningssteder fra og med Nørre Hostrup til Løgumkloster blev altså til 5. De fik nye stationsbygninger, så man også på det punkt forlod det tyske Kleinbahn-koncept, hvor en kro eller gård kunne fungere som station.

## Strækningsdata
- Bredebro-Løgumkloster (9,2 km), åbnet 21. september 1888
- Rødekro-Løgumkloster (27,3 km), åbnet 2. oktober 1927
- Samlet længde: 36,5 km
- Enkeltsporet
- Sporvidde: 1.435 mm
- Skinnevægt: 32/33,4 kg/m
- Maks. hastighed: 45 km/t
- Maks. akseltryk: 13,5 t
- Nedlagt: 15. maj 1936

## Standsningssteder
Hellevad og Bedsted Løgum var krydsningsstationer med 180 m krydsningsspor og 70 m læssespor.
Nørre Hostrup, Klovtoft, Alslev Kro og Ellum var billetsalgssteder med offentligt sidespor (i tjenestekøreplanen betegnet B&S); læssesporene var ca. 50 m lange.
- Rødekro station (Rq) i km 0,0 – forbindelse med Vamdrup-Padborg banen og Rødekro-Aabenraa banen.
- Nørre Hostrup B&S (Nh) i km 4,9.
- Hellevad station (Hel) i km 9,2.
- Klovtoft B&S (Klo) i km 12,1.
- Bedsted Løgum station (Bx) i km 16,7.
- Alslev Kro B&S (Alk) i km 22,4.
- Løgumkloster station (Øu) i km 27,3. Ombygget fra endestation til krydsningsstation 1927.
- Ellum B&S (El) i km 30,4
- Bredebro station (Bw) i km 36,5 – forbindelse med Bramming-Tønder-banen.

### Bevarede stationsbygninger og billetsalgssteder
De nye stationsbygninger var tegnet af DSB's overarkitekt K.T. Seest.
- Nørre Hostrup: Egvadvej 4
- Hellevad: Søndervænget 10
- Klovtoft: Klovtoftvej 43
- Bedsted: Lundbyesvej 14
- Alslev Kro: Krusåvej 17
- Løgumkloster: Stationsvej 16
- Ellum: Ellum Bygade 27

## Trafikken
Den nye Klosterbane blev indviet og startede normal drift dagen efter. Nu kunne man komme fra Løgumkloster til Aabenraa på 5 kvarter i stedet for 3-4 timer, og taksten var ca. halveret. Enkelte tog gennemførtes fra og til Tønder eller Aabenraa. Fra 1930 kørte et damptog med ret nyt materiel mellem Aabenraa og Bredebro. Det bortfaldt i 1933, fordi det blev benyttet for lidt, måske fordi det på hverdage kørte fra Aabenraa som blandet tog, altså med rangering af godsvogne undervejs. Fra 1934 blev et tog gennemført Tønder-Løgumkloster-Aabenraa, men ikke i modsat retning.
Fra 1931 dalede både person- og godstrafikken drastisk på grund af konkurrencen fra bilerne.

## Nedlæggelsen
Strækningen blev lukket i 1936 efter godt 8½ års drift. Kun Hvalsø-Frederikssund har haft endnu kortere levetid. Optagning af skinnerne blev afsluttet i 1938, også på strækningen Bredebro-Løgumkloster, som DSB ellers havde overvejet at bevare i nogen tid.

## Strækninger hvor banetracéet er bevaret
Kun 1 km af banens tracé er bevaret og tilgængeligt.
- I Hellevad sydvest for Langagergård
- Banen gik i højre side af Grenvej vest for Klovtoft
- Fra Aaspevej i Bredebro
- Stien fører lige ind til Bredebro Station